# Arpad Šterbik
Arpad Šterbik (srb. Арпад Штербик) (ur. 29 listopada 1979 roku w Sencie) – urodzony w Serbii piłkarz ręczny reprezentacji Hiszpanii, występuje na pozycji bramkarza. Wcześniej reprezentował barwy Jugosławii, Serbii i Czarnogóry i Serbii. W 2005 roku został uznany najlepszym piłkarzem ręcznym roku na świecie. Od 2014 roku występuje w lidze macedońskiej, w drużynie RK Vardar Skopje, z którą zwyciężył w sezonie 2016/2017 w Lidze Mistrzów. W 2018 zasilił szeregi węgierskiego giganta piłki ręcznej Telekom Veszprém HC. W sezonie 2018/19 zdobył wraz z drużyną Mistrzostwo oraz Puchar Węgier.

## Osiągnięcia

### klubowe
- Mistrzostwo Węgier   : 2002, 2003, 2004, 2019
- Puchar Węgier   : 2002, 2003
- Puchar Ligi ASOBAL   : 2005, 2006, 2007, 2008, 2011
- Mistrzostwo Hiszpanii   : 2007, 2008, 2009, 2010, 2012, 2013, 2014
- Vicemistrzostwo Hiszpanii   : 2011
- Mistrzostwo Macedonii   : 2015, 2016, 2017, 2018
- EHF Liga Mistrzów   : 2006, 2008, 2009, 2017
- EHF Liga Mistrzów   : 2019
- Najlepszy bramkarz turnieju Final Four Ligi Mistrzów   : 2018

## reprezentacyjne
- 1999, 2001:  brązowy medal mistrzostw Świata (z reprezentacją Jugosławii, )
- 2011:  brązowy medal mistrzostw Świata (z reprezentacją Hiszpanii, )
- 2013:  złoty medal mistrzostw Świata (z reprezentacją Hiszpanii, )

## Nagrody indywidualne
- Nagrody dla najlepszego piłkarza ręcznego roku 2005 na świecie.
- Najlepszy bramkarz sezonu 2005/06, 2006/07, 2007/08, 2008/09 oraz 2009/10 w Lidze ASOBAL[1].
- MVP sezonu 2005/06 w Lidze ASOBAL.